# Tupadły (powiat nakielski)
Tupadły – wieś w Polsce położona w województwie kujawsko-pomorskim, w powiecie nakielskim, w gminie Kcynia.

## Podział administracyjny
W latach 1975–1998 miejscowość należała administracyjnie do województwa bydgoskiego.

## Demografia
Według Narodowego Spisu Powszechnego (III 2011 r.) liczyła 328 mieszkańców. Jest ósmą co do wielkości miejscowością gminy Kcynia.

## Zabytki
Według rejestru zabytków NID na listę zabytków wpisany jest zespół dworski z połowy XIX w., nr rej.: 191/1 z 15.01.1986 oraz A/355/1-2 z 17.03.1993:
- dwór, 2. połowa XIX w.
- park